# بوي بوي
بوي بوي (بالإنجليزية: Poy Poy)، هي لعبة فيديو يابانية من نوع قتال، وهي من تطوير ونشر شركة كونامي، صدرت اللعبة في الأسواق سنة 1997، وتعمل حصرياً لمنصة بلاي ستيشن، وهي الجزء الأول من سلسلة بوي بوي.